# مارثا مور
مارثا مور (بالإسبانية: Martha Moore)‏ (14 أبريل 1981 بالمكسيك - ) هي لاعبة كرة قدم مكسيكية في مركز الدفاع.

## وصلات خارجية
- مارثا مور على موقع الاتحاد الدولي (مؤرشف)  (الإنجليزية)
- مارثا مور على موقع قاعدة بيانات كرة القدم.إي يو (الإنجليزية)